# Adler (lokomotywa)
Adler (niem. Orzeł) – parowóz zaprojektowany i zbudowany przez George'a Stephensona i Roberta Stephensona w 1835 roku dla niemieckich linii kolejowych, do obsługiwania linii Norymberga – Furth.

## Historia

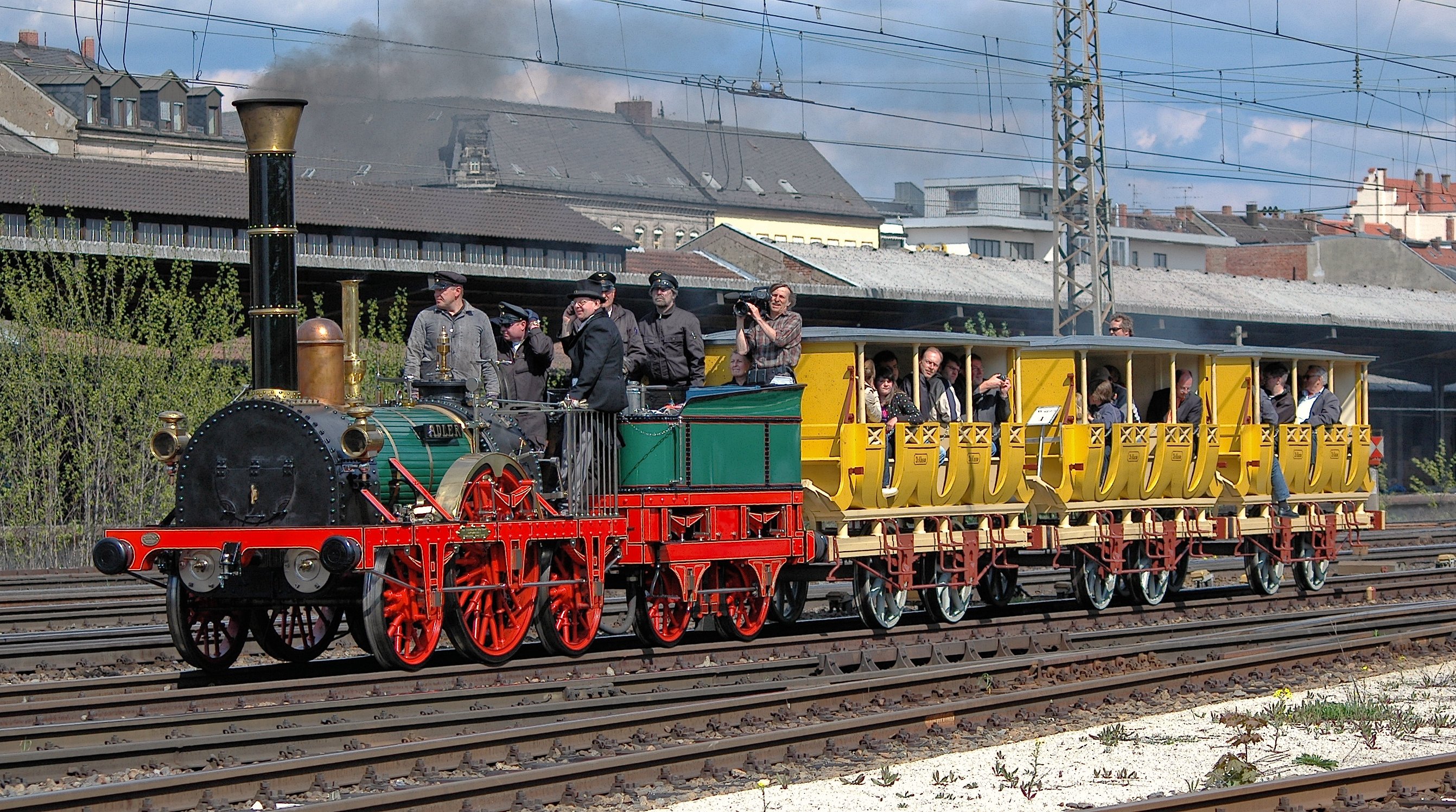
Replika Adlera w 2008 roku

Był to 118. parowóz zakładów Stephensonów. Miał nowatorski wówczas układ osi 1A1 (1-1-1), nazwany Patentee – Stephenson eksperymentował wcześniej z układem 1-1-0 (tzw. Planet), jednak ze względu na zbyt duże obciążenie osi napędowej i wynikającą z tego niespokojną jazdę, dodał drugie koło toczne za kołem napędnym i stojakiem kotła.
Bliźniaczy silnik parowy, dwucylindrowy, na parą nasyconą, umieszczony był wewnątrz ostoi, pod dymnicą i napędzał wykorbioną oś silnikową. Wodę w kotle uzupełniano pompą, która pracowała tylko podczas ruchu lokomotywy. Parowóz eksploatowano do 1857 roku, został on następnie rozebrany na części i sprzedany. Na konstrukcji Adlera wzorowała się niemiecka fabryka Maffei, konstruując swój pierwszy parowóz Münchner w 1841 roku.
W 1935 roku zbudowano w Niemczech czynną replikę parowozu Adler. Replika została uszkodzona w wyniku pożaru, który wybuchł w Norymberskim Muzeum Transportu, 17 października 2005 roku, a następnie odbudowana do czynnego stanu w 2007 roku.